# Супербоул IX
Супербоул IX (англ. Super Bowl IX) — решающий матч НФЛ, девятая игра Американской Футбольной Конференции (АФК) против Национальной Футбольной Конференции (НФК). В матче играли Миннесота «Вайкингс» от НФК и Питтсбург «Стилерз» от АФК. Матч прошел 12 января 1975 года. Победу одержал Питтсбург со счётом 16-6 в присутствии 80 997 человек

## Трансляция
В США игру транслировал NBC. Однако ночь перед Супербоулом транслировал CBS. Джинни Моррис стала первой женщиной, которая вела эфир перед Супербоулом.

## Ход матча
ПЕРВАЯ ПОЛОВИНА
Первые две четверти команды только оборонялись и в итоге к перерыву счёт (2-0) был самым маленьким в истории Супербоулов (по состоянию на 2022 год). Дуайт Уайт, из Питтсбурга, остановил игрока соперников в своей зачетной зоне и тем самым сделал сейфти. Питтсбург повел 2-0. Это был первый сейфти в истории Супербоулов. «Вайкингс» могли сделать тачдаун перед перерывом, но пас на чужую 5-ярдовую линию был перехвачен.
ВТОРАЯ ПОЛОВИНА
Не удачный «кик-офф» дал Питтсбургу хорошую позицию на поле и вскоре Питтсбург повел 9-0. Уже в четвёртой четверти Миннесота заблокировала пант. После блока мяч упал в зоне Питтсбурга и игрок Миннесоты накрыл его для тачдауна. Экстрапоинт не был реализован, но «Вайкингс» сократили счёт. 6-9 в пользу Питтсбург за 10 минут до конца четвёртой четверти. Казалось Викингом удастся не пропустить очки, но пас на 5-ярдовую линию, а затем в тачдаун, сделал счёт 16-6 в пользу Питтсбурга. Викинги не смогли набрать очки и время истекло.
СТАТИСТИКА
Супербоул IX: Питтсбург Стилерз 16, Миннесота Вайкингс 6
|               | 1 | 2 | 3 | 4 | Финал |
| ------------- | - | - | - | - | ----- |
| Стилерз (АФК) | 0 | 2 | 7 | 7 | 16    |
| Викинги (НФК) | 0 | 0 | 0 | 6 | 6     |

Новый Орлеан, Луизиана
ДЕЙСТВИЕ В МАТЧЕ, PIT-Питтсбург, MIN-Миннесота
■ Первая четверть:
■ Вторая четверть:
- PIT-7:11-Фрэнк Таркентон, из Миннесоты, остановлен в своей зоне для сейфти Питтсбурга. Питтсбург повел 2:0

■ Третья четверть:
- PIT-13:25-9-ярдовый тачдаун+экстрапоинт. Питтсбург ведет 9:0

■ Четвёртая четверть:
- MIN-10:33-Пант блокирован для тачдауна. Экстропоинт не реализован. Миннесота сокращает до 6:9

- PIT-3:31-4-ярдовый тачдаун+экстрапоинт. Питтсбург ведет 16-6